# Frue Plads
Frue Plads (Deens voor 'plein van (onze) vrouw') is een openbaar plein aan de noordkant van de Onze-Lieve-Vrouwekerk (Vor Frue Kirke in het Deens) in het centrum van Kopenhagen, Denemarken. Het beslaat een rechthoekige ruimte die aan de andere zijden wordt begrensd door het hoofdgebouw van de Universiteit van Kopenhagen in het noorden, Nørregade in het westen en het voetgangersgebied Fiolstræde in het oosten.

## Geschiedenis
In de middeleeuwen lag het plein iets verder naar het noorden. Een nieuwe residentie voor de bisschoppen van Roskilde werd er rond 1420 gebouwd, kort nadat Erik VII van Denemarken het kasteel van Kopenhagen had ingenomen. Na de Reformatie nam de Universiteit van Kopenhagen het gebouwencomplex over. Later werd het uitgebreid met meerdere nieuwe gebouwen.
In 1644 nam Simon Paulli het initiatief om een van de universiteitsgebouwen met uitzicht op het kerkhof van de Onze-Lieve-Vrouwekerk om te bouwen tot een anatomisch theater, Domus Anatomica, hoewel hij zijn eerste openbare lezing pas in maart 1645 hield. Het gebouw werd volledig verwoest in de brand van Kopenhagen in 1728 en vervolgens vervangen door Theatrum Anatomico-chirurgicum aan de Købmagergade.
Door het Britse bombardement van Kopenhagen in september 1807 werd het gebied hard getroffen. Het hoofdgebouw en de professorenwoningen op de hoeken van Fiolstræde en Store Kannikestræde werden samen met de kerk door brand verwoest. Vervolgens werd besloten om het kerkhof niet te reconstrueren, maar er een nieuw plein voor in de plaats te maken. Denemarken had economisch gezien erg te lijden onder de oorlog met Engeland en daardoor verliep de wederopbouw traag.
Tijdens de Tweede Wereldoorlog werd op het plein een reeks bunkers gebouwd. Deze zijn na de oorlog verwijderd.
Voor de universiteit staat een reeks bustes van prominente alumni. Naast die van latinist en politicus Johan Nicolai Madvig en natuur- en scheikundige Niels Bohr zijn ook de bustes van linguïst en turkoloog Vilhelm Thomsen, theoloog Henrik Nicolai Clausen, advocaat Joakim Frederik Schouw en bioloog Japetus Steenstrup te zien. Aan de zuidkant van het plein zijn nog eens drie bustes geplaatst, namelijk die van componist Christoph Ernst Friedrich Weyse en bisschoppen Hans Lassen Martensen en Jacob Peter Mynster.
Sinds 1983 wordt er elk jaar in augustus op dit plein een kunst- en ambachtsmarkt georganiseerd. Kunsthåndværkermarketedet is de grootste markt in zijn soort in Denemarken, met circa 130 deelnemende professionele kunstenaars en ambachtslieden.

## Galerij

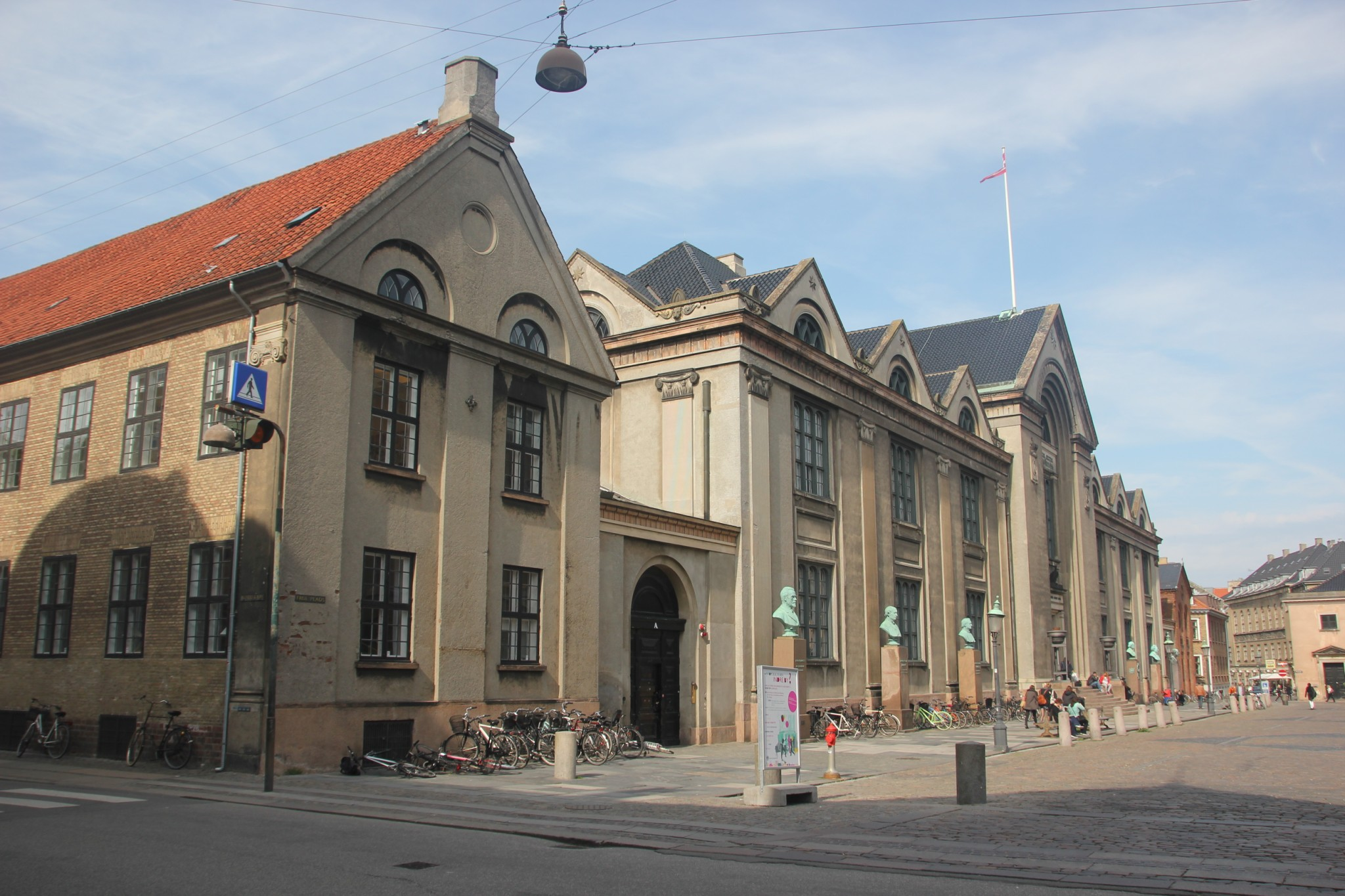
De universiteit met ervoor de bustes van alumni.
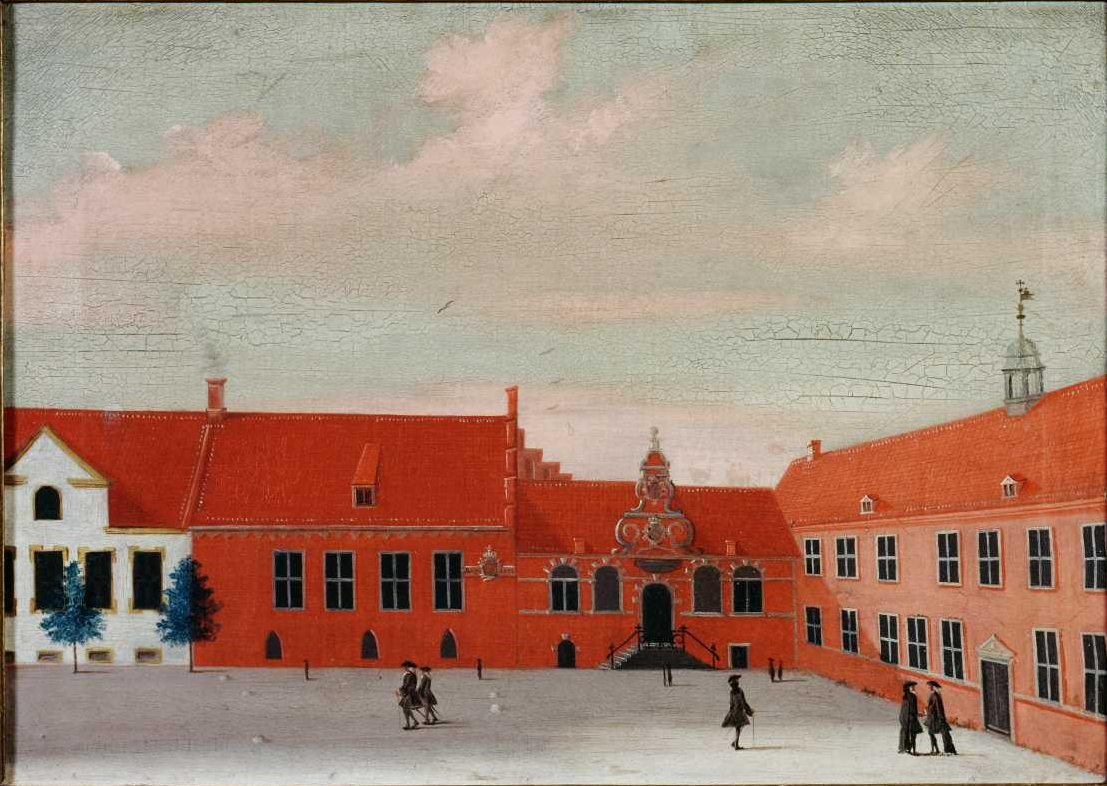
Een schilderij van Johannes Rach uit 1749. Het toont het plein met het Consistoriegebouw en het Professorenhuis.
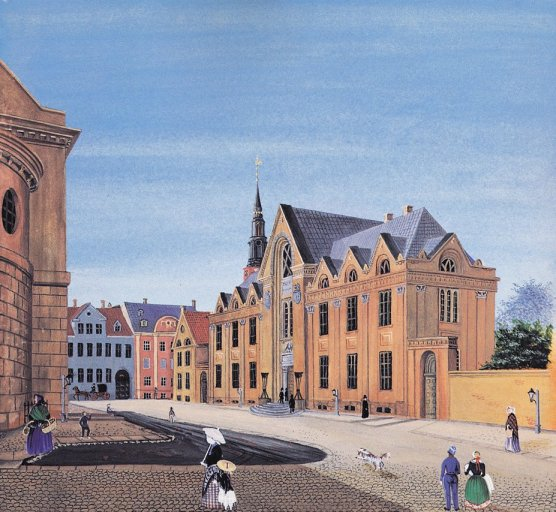
Een gouache met het nieuwe hoofdgebouw van de universiteit, 1860.